# Marion Delf-Smith
Pour les articles homonymes, voir Delf et Smith.
Ellen Marion Delf-Smith FLS, née le 31 janvier 1883 à East Ham, et morte le 23 février 1980 à Londres, est une botaniste et phycologue britannique, professeur de botanique à Westfield College.

## Biographie
Ellen Marion Delf naît à Capel Road, East Ham, ville alors dans l'Essex et actuellement incluse dans Londres, fille de Thomas William Herbert Delf et de Catherine Marie Delf (née Bridges). Elle fait ses études secondaires à la James Allen's Girls' School, de Dulwich, puis fait des études de sciences naturelles au Girton College (Cambridge) pour lequel elle obtient une bourse. Elle obtient de bonnes notes en botanique dans les examens de licence de l'université de Cambridge, les «tripos»,,.
Après ses études à Cambridge, elle reçoit une proposition pour enseigner au Westfield College, à Londres, où elle est chargée d'organiser l'enseignement de la botanique et la mise en place d'un cursus de licence. Le collège, qui est actuellement une partie du Queen Mary University of London, est un collège pour femmes, créé par Constance Maynard en 1882. Marion Delf-Smith doit faire face aux convictions traditionnelles en matière de théologie de Constance Maynard, mais elle parvient à imposer un enseignement des théories évolutionnistes de Darwin dans le programme d'études. Elle réussit à aménager le laboratoire de Westfield de sorte que les étudiantes puissent y préparer leurs examens de botanique dès 1910. Une licence de botanique y est créée en 1915.
De 1911 à 1916, elle consacre ses travaux de recherche à la physiologie des plantes, notamment à la transpiration végétale, son objet d'étude privilégié est les algues, auxquelles elle consacre quatre articles dans les Annals of Botany . Elle soutient sa thèse et obtient son doctorat en sciences à Londres en 1912, et le prix Gamble à Girton, pour un essai intitulé « The biology of transpiration ».
Elle obtient une bourse de recherche Yarrow Research Fellowship, du collège Girton, en 1914, pour étudier la transpiration des sempervirents, mais ses recherches sont interrompus par la Première Guerre mondiale. Ainsi, de décembre 1916 à janvier 1920, elle travaille comme assistante de recherche à l'institut Lister de recherche en médecine préventive, à Londres, où elle s'intéresse à la teneur en vitamines des aliments, notamment en ce qui concerne les rations militaires, durant la campagne de Mésopotamie. En 1920, elle travaille quelque temps en Afrique du Sud, pour les besoins d'une recherche sur la nutrition, en particulier sur la vitamine C contenue dans l'alimentation des mineurs de la région de Johannesbourg. Durant ce séjour, elle mène également quelques recherches sur les algues au Cap.
Elle est nommée maître de conférences de botanique à Westfield en 1921, et y accomplit le reste de sa carrière académique. Elle devient chef du département de botanique en 1939 et gère la délocalisation de son service à Oxford, durant la Seconde Guerre mondiale. Elle prend sa retraite académique en 1948, mais continue à diriger le jardin botanique du département. Elle siège au conseil d'administration du collège, et préside l'association des anciens élèves (1950-1955). Elle est élue membre d'honneur du collège en 1955. Elle est membre de la Linnean Society of London.
Elle s'est mariée en 1928 avec l'artiste Percy John Smith, mort en 1948. Delf-Smith meurt le 23 février 1980, au Royal Free Hospital de Camden, Londres.

## Distinctions
- Membre de la Linnean Society of London
- 1955 : membre d'honneur du collège Westfield